# NBA 올해의 감독상
NBA 올해의 감독상(영어: NBA Coach of the Year Award)은 NBA의 상으로, 정규 시즌 중 가장 좋은 활약을 한 감독에게 주어진다.

## 수상자 목록
| 시즌      | 수상자               | 소속팀                    | 성적           |
| --------- | -------------------- | ------------------------- | -------------- |
| 1962~1963 | 해리 갤러틴          | 세인트루이스 호크스       | 48승 32패 .600 |
| 1963~1964 | 알렉스 해넘          | 샌프란시스코 워리어스     | 48승 32패 .600 |
| 1964~1965 | 아놀드 아워바흐      | 보스턴 셀틱스             | 62승18패 .775  |
| 1965~1966 | 돌프 세이즈          | 필라델피아 세븐티식서스   | 55승 25패 .688 |
| 1966~1967 | 조니 커              | 시카고 불스               | 33승 48패 .407 |
| 1967~1968 | 리치 게린            | 세인트루이스 호크스       | 56승 26패 .683 |
| 1968~1969 | 진 슈                | 볼티모어 불리츠           | 57승 25패 .695 |
| 1969~1970 | 윌리엄 홀츠만        | 뉴욕 닉스                 | 60승 22패 .732 |
| 1970~1971 | 딕 모타              | 시카고 불스               | 51승 31패 .622 |
| 1971~1972 | 빌 셔먼              | 로스앤젤레스 레이커스     | 69승 13패 .841 |
| 1972~1973 | 톰 하인슨            | 보스턴 셀틱스             | 68승 14패 .829 |
| 1973~1974 | 레이 스캇            | 디트로이트 피스턴스       | 52승 30패 .634 |
| 1974~1975 | 필 존슨              | 캔자스시티-오마하 로열스  | 44승 38패 .537 |
| 1975~1976 | 빌 피치              | 클리블랜드 캐벌리어스     | 49승 33패 .598 |
| 1976~1977 | 톰 니살크            | 휴스턴 로키츠             | 49승 33패 .598 |
| 1977~1978 | 허비 브라운          | 애틀랜타 호크스           | 41승 41패 .500 |
| 1978~1979 | 코튼 피치먼스        | 캔자스시티 로열스         | 48승 34패 .585 |
| 1979~1980 | 빌 피치              | 보스턴 셀틱스             | 61승 21패 .744 |
| 1980~1981 | 잭 맥키니            | 인디애나 페이서스         | 44승 38패 .537 |
| 1981~1982 | 진 슈                | 워싱턴 불리츠             | 43승 39패 .524 |
| 1982~1983 | 돈 넬슨              | 밀워키 벅스               | 51승 31패 .622 |
| 1983~1984 | 프랭크 레이든        | 유타 재즈                 | 45승 37패 .549 |
| 1984~1985 | 돈 넬슨              | 밀워키 벅스               | 59승 23패 .720 |
| 1985~1986 | 마이크 프라텔로      | 애틀랜타 호크스           | 50승 32패 .610 |
| 1986~1987 | 마이크 슐러          | 포틀랜드 트레일블레이저스 | 49승 33패 .598 |
| 1987~1988 | 더그 모              | 덴버 너기츠               | 54승 28패 .659 |
| 1988~1989 | 코튼 피치먼스        | 피닉스 선스               | 55승 27패 .671 |
| 1989~1990 | 팻 라일리            | 로스앤젤레스 레이커스     | 63승 19패 .768 |
| 1990~1991 | 돈 체니              | 휴스턴 로키츠             | 52승 30패 .634 |
| 1991~1992 | 돈 넬슨              | 골든스테이트 워리어스     | 55승 27패 .671 |
| 1992~1993 | 팻 라일리            | 뉴욕 닉스                 | 60승 22패 .732 |
| 1993~1994 | 레니 윌킨스          | 애틀랜타 호크스           | 57승 25패 .695 |
| 1994~1995 | 델 해리스            | 로스앤젤레스 레이커스     | 48승 34패 .585 |
| 1995~1996 | 필 잭슨              | 시카고 불스               | 72승 10패 .878 |
| 1996~1997 | 팻 라일리            | 마이애미 히트             | 61승 21패 .744 |
| 1997~1998 | 래리 버드            | 인디애나 페이서스         | 58승 24패 .707 |
| 1998~1999 | 마이크 던리비 시니어 | 포틀랜드 트레일블레이저스 | 35승 15패 .700 |
| 1999~2000 | 닥 리버스            | 올랜도 매직               | 41승 41패 .500 |
| 2000~2001 | 래리 브라운          | 필라델피아 세븐티식서스   | 56승 26패 .683 |
| 2001~2002 | 릭 칼라일            | 디트로이트 피스턴스       | 50승 32패 .610 |
| 2002~2003 | 그렉 포포비치        | 샌안토니오 스퍼스         | 60승 22패 .732 |
| 2003~2004 | 허비 브라운          | 멤피스 그리즐리스         | 50승 32패 .610 |
| 2004~2005 | 마이크 댄토니        | 피닉스 선스               | 62승 20패 .756 |
| 2005~2006 | 에이브리 존슨        | 댈러스 매버릭스           | 60승 22패 .732 |
| 2006~2007 | 샘 미첼              | 토론토 랩터스             | 47승 35패 .573 |
| 2007~2008 | 바이런 스캇          | 뉴올리언스 호니츠         | 56승 26패 .683 |
| 2008~2009 | 마이크 브라운        | 클리블랜드 캐벌리어스     | 66승 16패 .805 |
| 2009~2010 | 스캇 브룩스          | 오클라호마시티 선더       | 50승 32패 .610 |
| 2010~2011 | 톰 티보듀            | 시카고 불스               | 62승 20패 .756 |
| 2011~2012 | 그렉 포포비치        | 샌안토니오 스퍼스         | 50승 16패 .758 |
| 2012~2013 | 조지 칼              | 덴버 너기츠               | 57승 25패 .695 |
| 2013~2014 | 그렉 포포비치        | 샌안토니오 스퍼스         | 62승 20패 .756 |
| 2014~2015 | 마이크 부덴홀저      | 애틀랜타 호크스           | 60승 22패 .732 |
| 2015~2016 | 스티브 커            | 골든스테이트 워리어스     | 73승 9패 .890  |
| 2016~2017 | 마이크 댄토니        | 휴스턴 로키츠             | 55승 27패 .670 |
| 2017~2018 | 드웨인 케이시        | 토론토 랩터스             | 59승 23패 .720 |
| 2018~2019 | 마이크 부덴홀저      | 밀워키 벅스               | 60승 22패 .732 |
| 2019~2020 | 닉너스               | 토론토 랩터스             | 53승 19패 .736 |
| 2020~2021 | 톰 티보듀            | 뉴욕 닉스                 | 41승 31패 .569 |
| 2021~2022 | 몬티 월리엄스        | 피닉스 선스               | 64승 18패 .780 |
| 2022~2023 | 마이크 브라운        | 새크라멘토 킹스           | 48승 34패 .585 |
| 2023~2024 | 마크 데이그널트      | 오클라호마시티 선더       | 57승 25패 .695 |
| 2024~2025 | 케니 앳킨슨          | 클리블랜드 캐벌리어스     | 64승 18패 .780 |

## 수상횟수
| 횟수 | 수상자          | 소속 팀                                       | 수상연도         |
| ---- | --------------- | --------------------------------------------- | ---------------- |
| 3회  | 돈 넬슨         | 밀워키 벅스 골든스테이트 워리어스             | 1983, 1985, 1992 |
| 3회  | 팻 라일리       | 로스앤젤레스 레이커스 뉴욕 닉스 마이애미 히트 | 1990, 1993, 1997 |
| 3회  | 그렉 포포피치   | 샌안토니오 스퍼스                             | 2003, 2012, 2014 |
| 2회  | 진 슈           | 볼티모어 불리츠/워싱턴 불리츠                 | 1969, 1982       |
| 2회  | 빌 피치         | 클리블랜드 캐벌리어스 보스턴 셀틱스           | 1976, 1980       |
| 2회  | 허비 브라운     | 애틀랜타 호크스 멤피스 그리즐리스             | 1978, 2004       |
| 2회  | 코튼 피치먼스   | 캔자스시티 로열스 피닉스 선스                 | 1979, 1989       |
| 2회  | 마이크 댄토니   | 피닉스 선스 애틀랜타 호크스                   | 2005, 2017       |
| 2회  | 마이크 부덴홀저 | 애틀랜타 호크스 밀워키 벅스                   | 2015, 2019       |
| 2회  | 톰 티보듀       | 시카고 불스 뉴욕 닉스                         | 2011, 2021       |
| 2회  | 마이크 브라운   | 클리블랜드 캐벌리어스 새크라멘토 킹스         | 2009, 2023       |